# Јаизу
Јаизу (јап. 焼津市) град је у Јапану у префектури Шизуока. Према попису становништва из 2005. у граду је живело 120.109 становника.

## Становништво
Према подацима са пописа, у граду је 2005. године живело 120.109 становника.
| 1995.   | 2000.   | 2005.   |
| ------- | ------- | ------- |
| 115.931 | 118.248 | 120.109 |